# Хенклакар
Хенклакар (рос. Хенклакар) — село Акушинського району, Дагестану Росії. Входить до складу муніципального утворення Сільрада Дубрімахінська.
Населення — 20 (2010).

## Населення
За даними перепису населення 2002 року в селі мешкало 11 осіб. У тому числі 4 (36,36 %) чоловіка та 7 (63,64 %) жінок.
Переважна більшість мешканців — даргинці (100 % від усіх мешканців). У селі переважає північнодаргинська мова.